# Митфорд, Нэнси
Нэнси Фриман-Митфорд (англ. Nancy Mitford; 28 ноября 1904[…], 1 and 3, Graham Terrace Sw1, Большой Лондон — 30 июня 1973[…], Версаль), более известная как  Нэнси Митфорд — британская писательница, биограф и журналистка. 
Будучи одной из известных сестёр Митфорд и одним из представителей «золотой молодёжи» на социальной сцене Лондона в межвоенные годы, она более всего известна как автор романов о жизни высшего класса обществ Великобритании и Франции, а также за своё резкое и часто провокационное остроумие. Она также создала себе репутацию писателя научно-популярных биографий исторических личностей.

## Биография
У Митфорд, как у старшей дочери достопочтенного Дэвида Фримана-Митфорда, позже 2-го барона Ридесдэйла, было благополучное детство. Получив домашнее образование, она не имела никакой литературной подготовки перед публикацией её первого романа в 1931 году. Этот ранний роман и три последовавших за ним произвели небольшую сенсацию; этими произведениями были её два полуавтобиографических послевоенных романа, «Поиски любви» (1945) и «Любовь в холодном климате» (1949), создавшие ей репутацию. Митфорд была несчастлива в браке, в котором состояла с 1933 года с Питером Роддом, и во время Второй мировой войны завела роман с офицером движения Свободная Франция Гастоном Палевски, который стал любовью всей её жизни, хотя пара так никогда и не узаконила свои отношения. После войны Митфорд поселилась во Франции и прожила там до конца своей жизни, поддерживая связи с множеством своих британских друзей посредством писем и регулярных визитов.
В 1950-е годы Митфорд отождествлялась с концепцией U English, согласно которой социальное происхождение и положение определяли слова, используемые индивидуумом в повседневной речи. Она озвучила подобное как шутку, но многие восприняли идею всерьёз, и Митфорд считалась авторитетом в манерах и «породистости» — что, возможно, стало её наиболее известным наследием. Последующие годы её жизни были в личном плане неоднозначными: успех её биографических исследований о жизни мадам де Помпадур, Вольтера и короля Людовика XIV контрастировал с окончательным прекращением отношений с Палевски. К концу 1960-х годов её здоровье ухудшилось, и последние годы жизни она провела, страдая от тяжёлой болезни, до смерти в 1973 году.

## Издания на русском языке
- Митфорд Н. Мадам де Помпадур. Ростов-на-Дону: Феникс, 1998.
- Митфорд Н. Влюбленный Вольтер. М.: Аграф, 1999.